# Тајна историја Сједињених Држава
Тајна историја Сједињених Држава (енгл. The Untold History of the United States) је дванаестоделна документарна серија коју је направио, режирао и продуцирао Оливер Стоун. Серија се бави о разлозима за Хладни рат, одлуци о бацању атомске бомбе на Јапан и промени улоге Америке после пада комунизма. У првој епизоди Оливер Стоун објашњава да превасходни разлог за прављење документарца је да његова деца у школи не добијају искрени (реални) поглед на свет. Прављење документарца је трајало 4 године и коштало 5 милиона $. Што се тиче тачности Стоун је изјавио да су три групе људи проверавале чињенице изнете у документарцу (корпоративни, наши лични и ангажовани од стране Showtime-а) али такође да су интерпретације изнете у документарцу другачије од ортодоксних (општеприхваћених).